# Терещенко, Александр Власьевич
Алекса́ндр Вла́сьевич Тере́щенко (1806 — 21 февраля (5 марта) 1865, Зеньков, Полтавская губерния) — российский этнограф, библиограф, литературовед и археолог.

## Биография
Окончил Харьковский университет. Главные его труды: «Опыт обозрения жизни сановников, управлявших иностранными делами в России» (Санкт-Петербург, 1837), «Быт русского народа» (1848), «Очерки Новороссийского края» (Санкт-Петербург, 1854). Терещенко был усердным сотрудником археографической комиссии. После смерти его напечатана в «Чтениях Общества Любителей Истории и Древностей» его работа «О могильных насыпях и каменных бабах в губерниях Екатеринославской и Херсонской». Терещенко был начетчик, обладавший большим трудолюбием, но слабой научной подготовкой. Известность он приобрел главным образом трудом «Быт русского народа». Книга эта встречена была с большим интересом, но, когда были обнаружены крупные недочеты её, делавшие материалы Терещенко сомнительными, к ней стали относиться даже, быть может, строже, чем она заслуживает. Она вызвала замечательную рецензию К. Д. Кавелина («Собрание Сочинений», т. IV), представляющую первую у нас попытку научной разработки этнографического материала. Ср. Пыпин «История этнографии» (т. II); Архангельский «Из лекций по истории русской литературы» (Казань, 1898). Некролог Терещенко в «Одесском Вестнике», 1865, № 196. Н. К-а.
Как библиограф описал все существующие на тот момент издания «Энеиды» Ивана Котляревского. Занимался составлением биографии Котляревского и, возможно, был лично знаком с ним.
Свои статьи публиковал в журналах «Библиографические записки», «Северная пчела», «Сын Отечества», «Русский архив».

## Сочинения
- Терещенко А. Опыт обозрения жизни сановников, управлявших иностранными делами в России. СПб., 1837. на сайте Руниверс
- Быт русского народа
- Терещенко А. В. Быт русского народа. Часть 1. - 1848
- Терещенко А. В. Быт русского народа. Часть 2. - 1848
- Терещенко А. В. Быт русского народа. Часть 3. - 1848
- Терещенко А. В. Быт русского народа. Часть 4. - 1848
- Терещенко А. В. Быт русского народа. Часть 5. - 1848
- Терещенко А. В. Быт русского народа. Часть 6. - 1848
- Терещенко А. В. Быт русского народа. Часть 7. - 1848